# Schoenorchis latifolia
Schoenorchis latifolia là một loài thực vật có hoa trong họ Lan. Loài này được (C.E.C.Fisch.) C.J.Saldanha miêu tả khoa học đầu tiên năm 1973.